# Лайре (коммуна)
Лайре (дат. Lejre Kommune) — датская коммуна в составе области Зеландия. Площадь — 240,07 км², что составляет 0,56 % от площади Дании без Гренландии и Фарерских островов. Численность населения на 1 января 2008 года — 26603 чел. (мужчины — 13282, женщины — 13321; иностранные граждане — 770).

## История
Коммуна была образована в 2007 году из следующих коммун:
- Брамснес (Bramsnæs)
- Вальсё (Hvalsø)
- Лайре (Lejre)

В X веке здесь функционировала как языческое святилище древняя резиденция конунгов данов династии Скьёльдунгов Хлейдр (Hleiðra), а во второй половине XII века была записана «Хроника конунгов из Лейре» (en:Chronicon Lethrense).

## Изображения

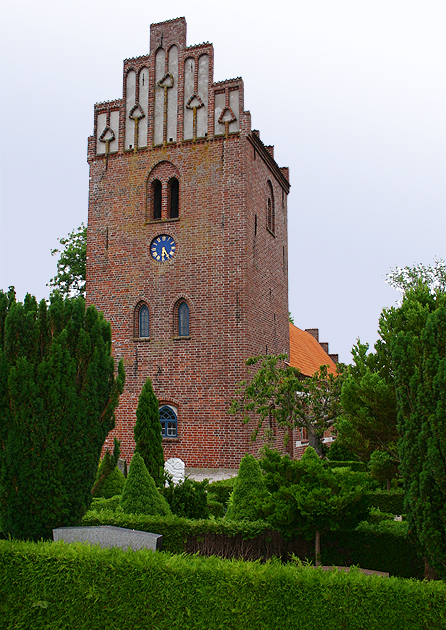

## Железнодорожные станции
- Вальсё (Hvalsø)
- Лайре (Lejre)